# 5761 Andreivanov
Az 5761 Andreivanov (ideiglenes jelöléssel 1981 ED21) a Naprendszer kisbolygóövében található aszteroida. Schelte J. Bus fedezte fel 1981. március 2-án.